# Humberto Cairo
Humberto Cairo (Buenos Aires, ¿? - ibídem, 1945) fue un empresario artístico y un director y productor cinematográfico argentino.

## Actividad profesional
En el mundo cinematográfico incursionó como director y productor en 1915 con el reconocido film Nobleza gaucha, protagonizado por Arturo Mario, María Padín, Celestino Petray y Orfilia Rico. Gracias a este film, Cairo ganó una discreta fortuna al frente de la Sociedad General Cinematográfica (de la cual era programador de la distribuidora).
Cairo, cuyo seudónimo artístico era Humberto Oriac (que era su apellido al revés), fue un prolífico director teatral que, ya sea junto a Roberto Cayol, Antonio Botta, Luis César Amadori o a Ivo Pelay, creó numerosos espectáculos teatrales que dieron lugar a grandes artistas como vedettes y cancionistas argentinas y extranjeras, entre ellas Consuelo Mayendia, Encarnación Fernández, Perlita Grecco, Tita Merello, Gloria Guzmán, Dora Gález, Iris Marga, Celia Gamez y Carmen Lamas. También dio lugar a otros famosos de la época como la exótica bailarina hindú, Madiah Kaily, Laura Hernández, Arturo De Bassi, Carmelita Delgado (bailarina española), Castro Silva, Florencio Parravicini, Inés Murray, Héctor Quintanilla, Tomás Simari, Pepe Arias, la cancionista criolla Rosa Montemar, Amanda Las Heras, Azucena Maizani, Pedro Quartucci, Lolita Llopiz (bailarina española), Max Linder, Alfredo Le Pera, Enrique Santos Discépolo y los míticos cantores de tangos José Razzano y Carlos Gardel.
Fue él quién permitió la llegada al país de Madame Rasimi en la década de los 20 con su Ba Ta Clan de París, y que modificó el teatro de revistas: basta de piernas cubiertas por mallas color carne y menos recato. Las bataclanas enseñaron a las locales a moverse con elegancia, desnudándose “artísticamente” y sonreír en la escena permanentemente.
Tuvo su origen en el Teatro Maipo cuando el presidente Marcelo Torcuato de Alvear tomó el poder en reemplazo de Hipólito Yrigoyen. En 1922 ofreció un programa cinematográfico bajo la dirección del maestro Carlos Macchiavelli, junto con tres artistas debutantes: "Nati, la bilbanita" (famosa bailarina española), Teresita Zazá y Mario Pardo (cantor nacional). El 31 de agosto de ese año, reaparecían el dúo Gardel - Razzano, con sus cuatro guitarristas, y Roberto Firpo, acompañado por su típica criolla de "diez profesores". Algunas de sus obras en las que intervino no solo como empresario sino como director fueron:
- La gran tragedia del búfalo (1922)
- ¡Viva la mujer! (1925)
- ¡De punta a punta! (1925)
- Las alegres chicas del Maipo (1925): esta revista fue un gran éxito, alcanzando las 370 funciones
- Me gustan todas (1925)
- Abajo los hombres (1925)[3]
- Labios pintados (1926)
- Lo que gusta a las mujeres (1926)
- En el Maipo no hace frío (1926)
- ¡Viva la revista! (1926)
- Una hora de locura (1926)
- La mejor revista (1926)
- Mujeres, flores y alegría (1926)
- Para todos los gustos (1926)
- A divertirse, muchachos (1927)
- Esto es Buenos Aires (1927)
- Caras sonrientes (1927)
- Cabecitas locas (1927)
- La revista estilizada (1927)
- La fiesta del tango (1927)
- La sorpresa del año (1927)
- Bertoldo, Bertoldino y el otro (1928)
- Misia presidencia (1928)
- Estrellas de fuego (1928)
- Juventud, divino tesoro (1928)
- El paraíso de las mujeres (1928)
- La revista de las pinillos (1928)
- Vértigo (1928)
- Au revoir, Dollie-Billie (1928)
- El caballero de Varaona (1929)

Cairo solía viajar al extranjero, como París, donde traía trajes exóticos, decorados y pelucas para sus espectáculos.

## Incendio en el Teatro Maipo
El 21 de noviembre de 1928 el Teatro Maipo sufrió un incendio durante una de las funciones nocturnas de Cairo, el cuadro "Siluetas" de la revista Vértigo, interpretado por Laura Pinillos y Manolo Rico, que obligó a cerrar la sala hasta el año siguiente; esto se debió a un cortocircuito de una de las lámparas del lugar. 
Ardieron el escenario y los camarines, pero se salvó la sala gracias a la obra del bombero de turno, que arrojó el telón metálico. El total monetario que tuvo que pagar el empresario para reparar dicho accidente fue de $50000. No hubo víctimas fatales y el espectáculo continuó en las terrazas aledañas, sobre la calle Esmeralda y en la puerta del vecino cine teatro Real: la habitual multitud que circulaba por Esmeralda y Corrientes corrió hacia el fuego y pudo ver chicas casi desnudas y figuras populares ocultas debajo de levitas e impermeables. Dicen las crónicas que, en la escapada, muchas señoras de la platea dejaron sus pieles sobre las butacas.
A este suceso se le agregó un conflicto que se estaba dando entre los que hacían revistas y la comisión de Argentores. Julio Escobar, un periodista y escritor argentino, lo denunció a Cairo por plagio y como consecuencia de ello Humberto no pudo firmar las revistas de dicho teatro.
También compró un cine llamado "Osiris", del que había sido el dueño anterior Julio Alsina, en el que estrenó numerosas obras teatrales bajo el nombre de Teatro Empire .